# 王子克
王子克（?—?），姓姬，名克，字子仪。他是周桓王的兒子，周莊王的弟弟。莊王三年（前694年），周公黑肩欲殺莊王，而立王子克为王，事情泄露，周公黑肩被莊王與辛伯所殺，王子克逃亡南燕国（河南延津）。